# Camponotus tergestinus
Camponotus tergestinus é uma espécie de inseto do gênero Camponotus, pertencente à família Formicidae.